# Кувейтский динар
Куве́йтский дина́р (араб. دينار كويتي‎) — национальная валюта Государства Кувейт, равная 1000 филсам. В обращении находятся банкноты номиналами 1/4, 1/2, 1, 5, 10 и 20 динаров, а также монеты номиналами 1, 5, 10, 20, 50 и 100 филсов.

## История
Кувейтский динар был введён в обращение 1 апреля 1961 года, заменив рупию Персидского залива. Кувейтский динар втрое сильнее доллара. В 2006 году Кувейт ревальвировал свою национальную денежную единицу на 1 % по отношению к доллару. В результате курс американской валюты упал ниже 0,29 динара за единицу. В мае следующего года власти Кувейта отвязали курс динара от доллара, заменив последний мультивалютной корзиной.

## Монеты
Циркуляционные монеты номиналом 1, 5, 10, 20, 50 и 100 филсов выпускаются в Кувейте с 1961 года без каких-либо существенных изменений в дизайне. Монета в 1 филс не чеканится с 1989 года, но продолжает оставаться законным средством платежа.
На аверсе монет изображён центральный элемент герба Кувейта — плывущее дау и год чеканки по хиджре и григорианскому календарю, обозначенный арабскими цифрами. На реверсе — номинал и название государства на араб. الكويت‎ — «Кувейт» (на монетах 1961 года — араб. إمارة الكويت‎ — «Эмират Кувейт») и на англ. KUWAIT.
Все монеты чеканятся на Королевском монетном дворе Великобритании.
| Изображение | Номинал (филсов) | Диаметр (мм) | Толщина (мм) | Масса (г) | Материал                     | Гурт     | Годы выпуска                                                                        |
| ----------- | ---------------- | ------------ | ------------ | --------- | ---------------------------- | -------- | ----------------------------------------------------------------------------------- |
|             | 1                | 17,00        | 1,20         | 2,00      | бронза                       | гладкий  | '61 '62 '64 '66 '67 '70—'73 '75—'77 '79 '80 '83 '87 '88                             |
|             | 5                | 19,50        | 1,20         | 2,50      | бронза                       | гладкий  | '61 '62 '64 '67—'77 '79—'81 '83 '85 '87 '88 '90 '93—'95 '97 '01 '03 '05—'11         |
|             | 5                | 19,50        | 1,45         | 2,55      | сталь, плакированная латунью | гладкий  | '12 '13 '15                                                                         |
|             | 10               | 21,00        | 1,50         | 3,75      | бронза                       | гладкий  | '61 '62 '64 '67—'77 '79—'81 '83 '85 '87 '88 '90 '95 '97 '98 '01 '03 '05—'11         |
|             | 10               | 21,00        | 1,50         | 3,75      | сталь, плак. латунью         | гладкий  | '12 '13 '15                                                                         |
|             | 20               | 20,00        | 1,36         | 3,00      | медь+никель                  | рубчатый | '61 '62 '64 '67—'77 '79—'81 '83 '85 '87 '88 '90 '95 '97 '01 '02 '03 '05—'11         |
|             | 20               | 20,00        | 1,36         | 3,00      | сталь                        | рубчатый | '12 '13 '15                                                                         |
|             | 50               | 23,00        | 1,54         | 4,50      | медь+никель                  | рубчатый | '61 '62 '64 '66—'77 '79—'81 '83 '85 '87 '88 '90 '93 '95 '97 '99 '01 '03 '05—'11     |
|             | 50               | 23,00        | 1,54         | 4,50      | сталь                        | рубчатый | '12 '13 '15 '16                                                                     |
|             | 100              | 26,00        | 1,50         | 6,50      | медь+никель                  | рубчатый | '61 '62 '64 '67—'69 '71—'77 '79 '80 '81 '83 '85 '87 '88 '90 '95 '98 '99 '03 '05—'10 |
|             | 100              | 26,00        | 1,80         | 6,70      | сталь, плак. никелем         | рубчатый | '12 '13 '15 '16                                                                     |

## Банкноты
Банкноты Кувейта являются двуязычными: надписи на аверсе оформляются на арабском языке с применением традиционных арабских цифр, надписи на реверсе — на английском с применением современных цифр.
Первые банкноты Кувейта номиналом ¼, ½, 1, 5 и 10 динаров были выпущены Валютной комиссией (англ. Kuwait Currency Board) 1 апреля 1961 года. На банкнотах был изображён портрет первого эмира Кувейта Абдаллы III, они находилась в обращении до 31 мая 1982 года.
Позднее Валютная комиссия была реорганизована в Центральный банк Кувейта (англ. Central Bank of Kuwait), и в 1970—1971 годах был произведён второй выпуск банкнот. В обращении появились те же номиналы, но с изображением уже второго эмира Кувейта, Сабаха III. Банкноты этой серии были выведены из обращения также в мае 1982 года.
В феврале 1980 года Центральный банк Кувейта начал выпуск банкнот третьей серии, в это же время к банкнотному ряду добавился номинал 20 динаров. Эта серия была объявлена недействительной из-за вторжения иракских войск. За полгода оккупации из страны была вывезена вся наличность, которую удалось обнаружить.
| Банкноты Кувейта III серии (выпуск 1980 года) | Банкноты Кувейта III серии (выпуск 1980 года) | Банкноты Кувейта III серии (выпуск 1980 года) | Банкноты Кувейта III серии (выпуск 1980 года) | Банкноты Кувейта III серии (выпуск 1980 года) | Банкноты Кувейта III серии (выпуск 1980 года) | Банкноты Кувейта III серии (выпуск 1980 года) |
| Изображения                                   | Изображения                                   | Номинал (динаров)                             | Размеры (мм)                                  | Основные цвета                                | Описание                                      | Описание                                      |
| Лицевая сторона                               | Оборотная сторона                             | Номинал (динаров)                             | Размеры (мм)                                  | Основные цвета                                | Лицевая сторона                               | Оборотная сторона                             |
| --------------------------------------------- | --------------------------------------------- | --------------------------------------------- | --------------------------------------------- | --------------------------------------------- | --------------------------------------------- | --------------------------------------------- |
|                                               |                                               | ¼                                             | 116×68                                        | коричневый                                    | нефтяная вышка                                | НПЗ                                           |
|                                               |                                               | ½                                             | 127×68                                        | фиолетовый                                    | Кувейтские башни                              | Port Shuwaykh                                 |
|                                               |                                               | 1                                             | 138×68                                        | розовый                                       | центр телекоммуникаций «Кувейт Сити»          | Красный форт в Эль-Джахра                     |
|                                               |                                               | 5                                             | 148×68                                        | синий                                         | минарет мечети al-Hilali                      | Дворец Сейф                                   |
|                                               |                                               | 10                                            | 160×68                                        | зелёный                                       | сокол                                         | дау                                           |
|                                               |                                               | 20                                            | 166×68                                        | жёлтый                                        | здание фондовой биржи Кувейта                 | Центр юстиции Кувейта                         |

Для дальнейшего предотвращения использования Иракскими властями похищенных денег, сразу вслед за освобождением страны, 24 марта 1991 года, был произведён обмен банкнот третьей серии на банкноты нового образца четвёртой серии, отличавшиеся только изменённой цветовой гаммой. Они оставались в обращении до 16 февраля 1995 года.
| Банкноты Кувейта IV серии (выпуск 1992 года) | Банкноты Кувейта IV серии (выпуск 1992 года) | Банкноты Кувейта IV серии (выпуск 1992 года) | Банкноты Кувейта IV серии (выпуск 1992 года) | Банкноты Кувейта IV серии (выпуск 1992 года) | Банкноты Кувейта IV серии (выпуск 1992 года) | Банкноты Кувейта IV серии (выпуск 1992 года) |
| Изображения                                  | Изображения                                  | Номинал (динаров)                            | Размеры (мм)                                 | Основные цвета                               | Описание                                     | Описание                                     |
| Лицевая сторона                              | Оборотная сторона                            | Номинал (динаров)                            | Размеры (мм)                                 | Основные цвета                               | Лицевая сторона                              | Оборотная сторона                            |
| -------------------------------------------- | -------------------------------------------- | -------------------------------------------- | -------------------------------------------- | -------------------------------------------- | -------------------------------------------- | -------------------------------------------- |
|                                              |                                              | ¼                                            | 116×68                                       | розовый                                      | нефтяная вышка                               | НПЗ                                          |
| 1                                            |                                              | ½                                            | 127×68                                       | синий                                        | Кувейтские башни                             | Port Shuwaykh                                |
|                                              |                                              | 1                                            | 138×68                                       | зелёный                                      | Центр телекоммуникаций «Кувейт Сити»         | Красный форт в Эль-Джахра                    |
|                                              |                                              | 5                                            | 148×68                                       | серый                                        | минарет мечети al-Hilali                     | Дворец Сейф                                  |
|                                              |                                              | 10                                           | 160×68                                       | оранжевый                                    | сокол                                        | дау                                          |
|                                              |                                              | 20                                           | 166×68                                       | сиреневый                                    | здание фондовой биржи Кувейта                | Центр юстиции Кувейта                        |

После стабилизации обстановки в стране, в 1994 году последовал выпуск банкнот пятой серии. Они перестали быть законным средством платежа с 1 октября 2015 года.
На банкнотах первой серии, выпущенных в 1961 году, обозначен 1960 год выпуска, а на всех банкнотах 2-й, 3-й, 4-й и 5-й серий, вышедших в разное время, — 1968 год.
| Банкноты Кувейта V серии (выпуск 1994 года) | Банкноты Кувейта V серии (выпуск 1994 года) | Банкноты Кувейта V серии (выпуск 1994 года) | Банкноты Кувейта V серии (выпуск 1994 года) | Банкноты Кувейта V серии (выпуск 1994 года) | Банкноты Кувейта V серии (выпуск 1994 года) | Банкноты Кувейта V серии (выпуск 1994 года) |
| Изображения                                 | Изображения                                 | Номинал (динаров)                           | Размеры (мм)                                | Основные цвета                              | Описание                                    | Описание                                    |
| Лицевая сторона                             | Оборотная сторона                           | Номинал (динаров)                           | Размеры (мм)                                | Основные цвета                              | Лицевая сторона                             | Оборотная сторона                           |
| ------------------------------------------- | ------------------------------------------- | ------------------------------------------- | ------------------------------------------- | ------------------------------------------- | ------------------------------------------- | ------------------------------------------- |
|                                             |                                             | ¼                                           | 110×68                                      | коричневый                                  | дау                                         | девочки                                     |
|                                             |                                             | ½                                           | 120×68                                      | зелёный                                     | кофейник, базар                             | мальчики                                    |
|                                             |                                             | 1                                           | 130×68                                      | голубой                                     | Кувейтские башни                            | Port Shuwaykh                               |
|                                             |                                             | 5                                           | 140×68                                      | красный                                     | Башня Освобождения                          | НПЗ                                         |
|                                             |                                             | 10                                          | 150×68                                      | бордовый                                    | Большая мечеть                              | рыбаки, дау                                 |
|                                             |                                             | 20                                          | 160×68                                      | оливковый                                   | Красный форт в Эль-Джахра                   | Центральный банк Кувейта, городские ворота  |

### Банкноты в обращении
29 июня 2014 года в Кувейте была введена в обращение новая — шестая серия банкнот номиналами в ¼, ½, 1, 5, 10 и 20 динаров. Год выпуска на банкнотах не обозначен.
| Банкноты Кувейта VI серии (выпуск 2014 года)    | Банкноты Кувейта VI серии (выпуск 2014 года) | Банкноты Кувейта VI серии (выпуск 2014 года) | Банкноты Кувейта VI серии (выпуск 2014 года) | Банкноты Кувейта VI серии (выпуск 2014 года) | Банкноты Кувейта VI серии (выпуск 2014 года) | Банкноты Кувейта VI серии (выпуск 2014 года)            |
| Изображения                                     | Изображения                                  | Номинал (динаров)                            | Размеры (мм)                                 | Основные цвета                               | Описание                                     | Описание                                                |
| Лицевая сторона                                 | Оборотная сторона                            | Номинал (динаров)                            | Размеры (мм)                                 | Основные цвета                               | Лицевая сторона                              | Оборотная сторона                                       |
| ----------------------------------------------- | -------------------------------------------- | -------------------------------------------- | -------------------------------------------- | -------------------------------------------- | -------------------------------------------- | ------------------------------------------------------- |
|                                                 |                                              | ¼                                            | 110×68                                       | коричневый                                   | Кувейтская телебашня, дау                    | традиционная кувейтская дверь, первая кувейтская монета |
|                                                 |                                              | ½                                            | 120×68                                       | зелёный                                      | Кувейтские башни, дау                        | бисса, рыбы                                             |
|                                                 |                                              | 1                                            | 130×68                                       | серый                                        | Большая мечеть, дау                          | античная колонна на о. Файлака                          |
|                                                 |                                              | 5                                            | 140×68                                       | фиолетовый                                   | небоскрёб, дау                               | танкер, НПЗ                                             |
|                                                 |                                              | 10                                           | 150×68                                       | красный                                      | Здание национальной ассамблеи, дау           | верблюд, сокол                                          |
|                                                 |                                              | 20                                           | 160×68                                       | голубой                                      | Дворец Сейф, дау                             | ловец жемчуга, устрица, дау                             |
| Масштаб изображений — 1,0 пикселя на миллиметр. |                                              |                                              |                                              |                                              |                                              |                                                         |

## Режим валютного курса
В декабре 1971 года, после девальвации доллара США, ранее применявшееся паритетное отношение 2,7778 доллара за 1 динар было изменено на 3,04 доллара за динар, паритет к фунту стерлингов не изменился (1 фунт = 0,857 динара). С установлением 24 июня 1972 года плавающего курса фунта стерлингов паритет динара к нему был отменён.
После новой девальвации доллара США в феврале 1973 года был установлен новый паритет: 1 динар = 2,96053 доллара.
С 18 марта 1975 года по 4 января 2003 года привязка к доллару была отменена, динар был привязан к корзине валют основных торговых партнёров. С 5 января 2003 года по 20 мая 2007 года кувейтский динар был привязан к доллару США в соотношении 1 динар = 2,9963 доллара c допустимым диапазоном колебаний валютного курса ± 3,5 %.
С 16 июня 2007 года кувейтский динар был вновь привязан к корзине валют основных торговых партнеров, точный состав которой Центральным банком не раскрывается. По состоянию на 21 ноября 2017 года один динар был равен 3,0215 доллара США.